# Diana Hayden
Diana Hayden (Haiderabad, 1 mei 1973) is een voormalig Indiaas actrice, televisiepersoonlijkheid en winnares van Miss World 1997.

## Biografie
Hayden won de Femina Miss India titel en daaropvolgend werd ze gekroond tot Miss World 1997, wat haar de derde vertegenwoordiger uit India maakt die de titel heeft gewonnen. Na haar overwinning bij Miss World, werd ze merkvertegenwoordiger van L'Oréal, Colgate en Chopard in India. Ze zette zich in voor verschillende goede doelen, waaronder Child Rights and You, Greenpeace, PETA en de Spastics Society of India. Ook heeft ze doelen gesteund om het bewustzijn over kanker en hiv/aids te verspreiden.
Na haar ambtstermijn als de wereldwijde vertegenwoordiger van de Miss World-organisatie, verhuisde Hayden naar Londen om acteerlessen te volgen aan de Royal Academy of Dramatic Art en Drama Studio London. In 2002 maakte ze haar acteerdebuut met de Engelstalige film Othello: A South African Tale. Haar eerste Hindi film was Tehzeeb (2003).
Ze presenteerde Miss Europa in 2002. In 2005 had ze haar eigen televisieprogramma Biography with Diana Hayden waarin ze de kijkers over het leven vertelde van internationale beroemdheden. In 2008 kwam Hayden als wildcard in het tweede seizoen van de Indiase reality-show Bigg Boss, ze werd in week 13 weggestemd. In 2012 bracht ze haar boek A Beautiful Truth uit dat over verzorging, persoonlijkheidsontwikkeling en het opbouwen van zelfvertrouwen gaat.

## Filmografie

### Films
| Jaar | Film                          | Rol           | Opmerking    |
| ---- | ----------------------------- | ------------- | ------------ |
| 2002 | Othello: A South African Tale | Emilia        | Engelse film |
| 2003 | Tehzeeb                       | Sheena Roy    | Hindi film   |
| 2004 | Ab... Bas!                    | Somiya Mathur | Hindi film   |
| 2012 | Loving Doll                   |               | Hindi film   |

### Televisie
| Jaar | Evenement/ Programma             | Rol                    | Opmerking                           |
| ---- | -------------------------------- | ---------------------- | ----------------------------------- |
| 1997 | Femina Miss India 1997           | deelneemster/ winnares |                                     |
| 1997 | Miss World 1997                  | deelneemster/ winnares |                                     |
| 1998 | Miss World 1998                  | regerende Miss World   |                                     |
| 2000 | Wisden Cricketers of the Century | presentatrice          |                                     |
| 2002 | Miss Europa 2002                 | presentatrice          |                                     |
| 2003 | Holby City                       | Nat Hussein            | TV serie, aflevering House of Cards |
| 2003 | Network East Late                | haarzelf               | aflevering 4.3                      |
| 2005 | Biography with Diana Hayden      | presentatrice          |                                     |
| 2005 | Miss World 2005                  | jurylid                |                                     |
| 2008 | Bigg Boss 2                      | deelneemster           |                                     |
| 2009 | Femina Miss India 2009           | jurylid                |                                     |
| 2011 | Ad Asia Awards                   | presentatrice          |                                     |
| 2012 | Laureus World Sports Awards      | presentatrice          |                                     |